# Emanuele Francica Pancali
Emanuele Francica Pancali (Siracusa, 13 marzo 1783 – Siracusa, 10 maggio 1868) è stato un patriota italiano, barone e massone. Fu il primo sindaco di Siracusa nel 1837, postosi a capo della ribellione siracusana. Fervente anti-borbonico, firmò il documento che accusava il re Ferdinando II di Borbone dell'epidemia di colera scoppiata in città. Dapprima esiliato dalle forze militari napoletane giunte a Siracusa per reprimere le rivolte, Pancali venne infine condannato a morte, ma riuscì a evitare l'esecuzione capitale rifugiandosi a Malta. Riuscirà a tornare stabilmente in patria solo dopo l'avvento dell'Unità d'Italia.

## Biografia
(Enrico Mauceri su Emanuele Francica Pancali.)

### I primi anni

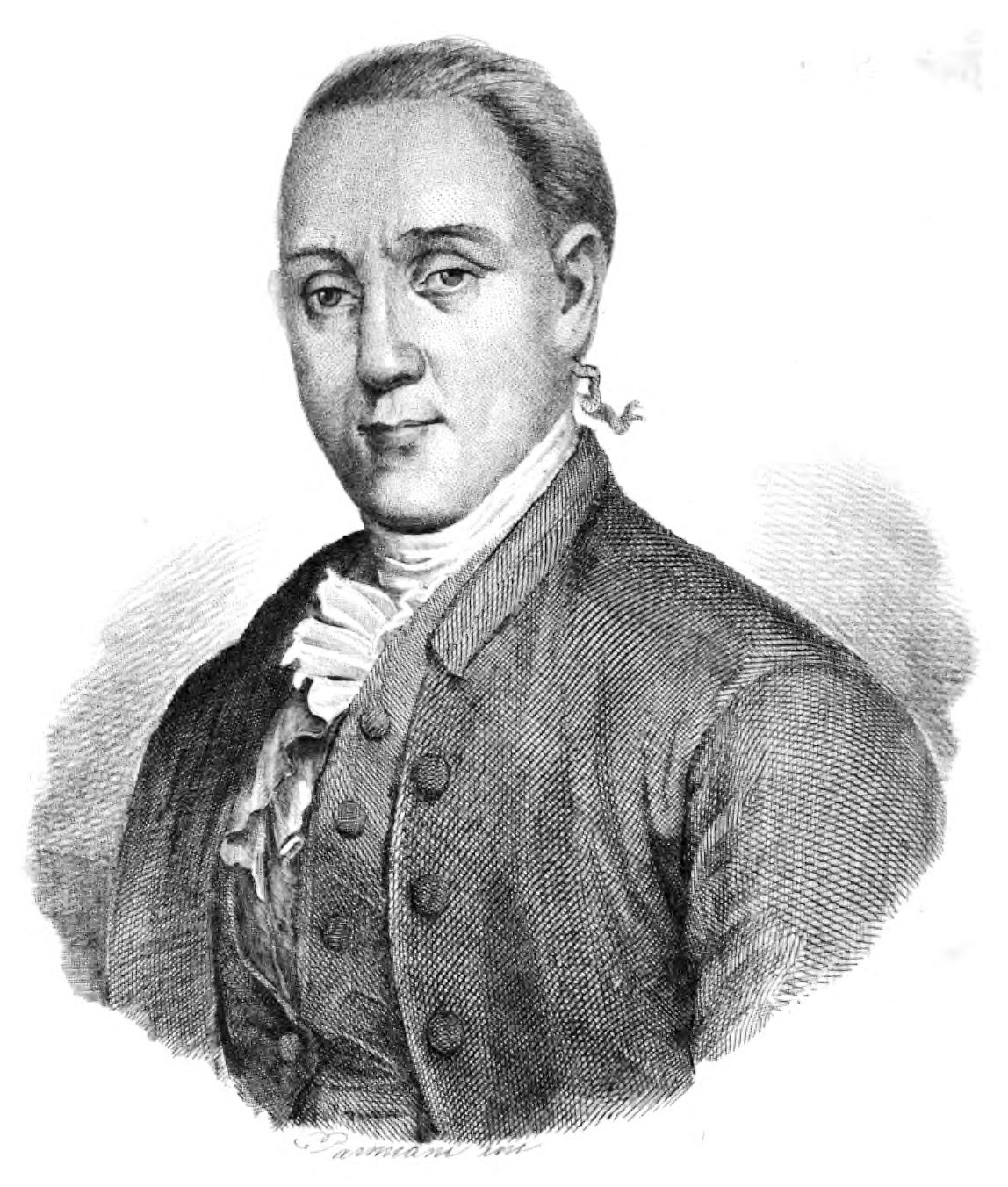
Francesco Paolo Di Blasi, al cui movimento si unì il giovane Emanuele

Emanuele Francica Pancali fu figlio di nobile famiglia, suo padre Giacinto era un senatore patrizio di Siracusa, il quale, versando la città in quei tempi in tragiche condizioni economico-sociali, decise di trasferirsi con la famiglia a Palermo. Emanuele quindi crebbe lontano dal luogo natio.
Nel contesto storico, non fu solo il padre di Emanuele a lasciare Siracusa: moltissimi siracusani in quel periodo abbandonarono la città aretusea a causa del precario stato in cui si trovava, al punto tale che furono mandati due emissari, nelle figure del conte Tommaso Gargallo e di Nunzio Burgio, dal sovrano napoletano, affinché questi abbassasse gli esosi tributi richiesti, poiché la popolazione siracusana non aveva nemmeno di che sostentarsi e se non si miglioravano le condizioni di vita la città rischiava un tragico epilogo.
Trovandosi a Palermo, il giovane Emanuele, evidentemente cresciuto con una cultura sovversiva, si trovò ad aiutare il patriota Francesco Paolo Di Blasi e i suoi complici, portando loro dei viveri quando questi si trovavano confinati in una soffitta. Partecipò alla rivolta palermitana organizzata dal Di Blasi e si iscrisse alla Massoneria e in seguito alla Carboneria. Come massone, egli diviene amico del patriota siracusano Gaetano Abela - il quale avendo provocato delle ribellioni nel Siracusano e accusato di indipendentismo siciliano, venne condotto nelle carceri di Palermo (verrà infine impiccato dal governo borbonico) - e fu proprio grazie a questo contatto che Emanuele venne inviato dal movimento a Siracusa, facendo così ritorno nella città dove nacque.

### Il governo di Siracusa
Emanuele Francica Pancali viene ricordato come uno dei principali esponenti della massoneria siracusana, la Timoleonte, e in alcune fonti egli ne risulta il fondatore.
A Siracusa il suo compito era quello di incitare i cittadini a unirsi alla causa dei carbonari, ma entrò in aperto conflitto con un altro siracusano esponente del movimento, Mario Adorno, il quale arrivò persino a chiederne la condanna a morte, costringendolo quindi alla fuga. Le incomprensioni interne derivarono principalmente dal fatto che, a differenza di Palermo, la Carboneria di Siracusa era per la prevalsa della costituzione e non contro la figura dei Borbone.

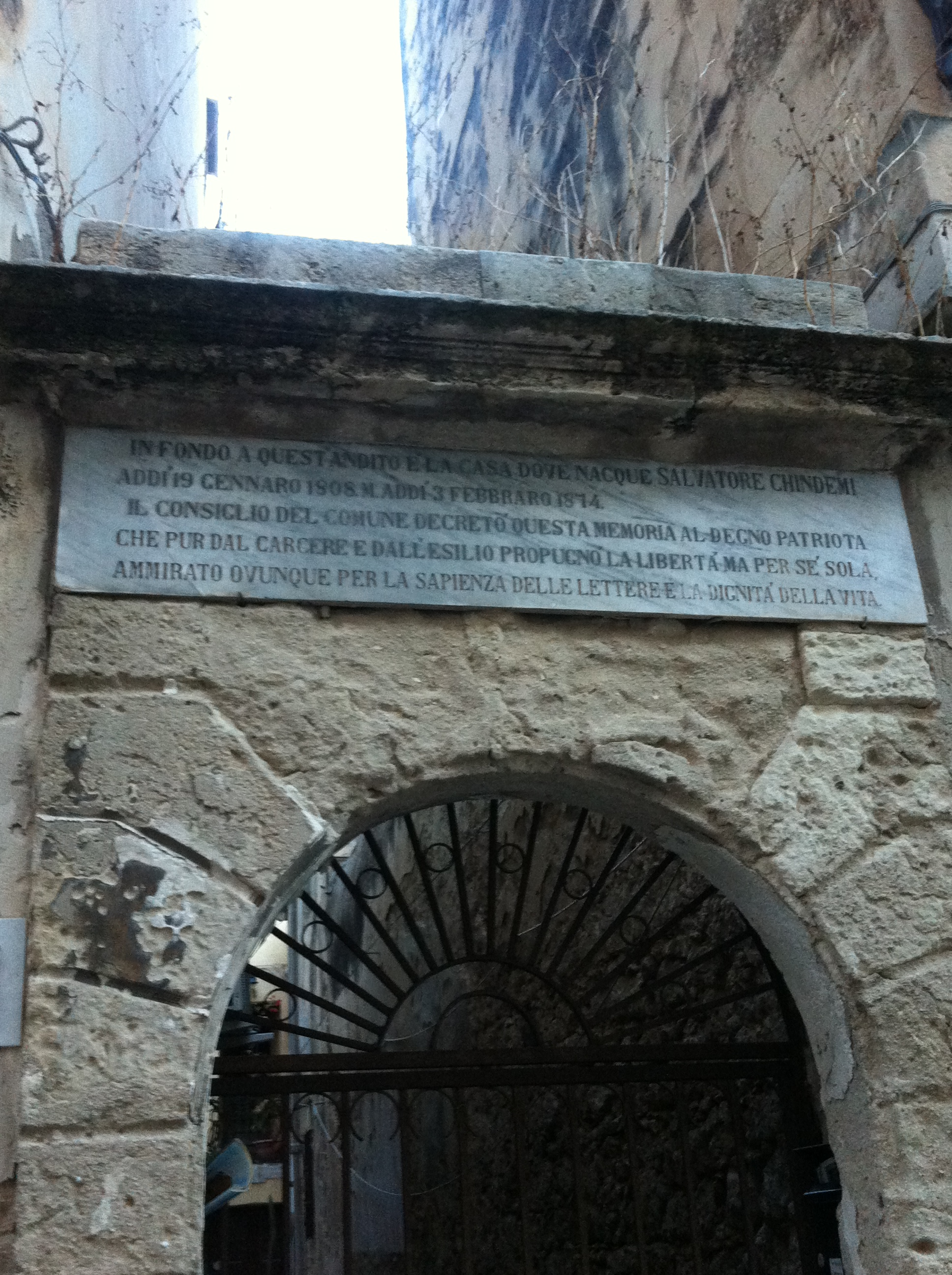
La lapide posta alla memoria di Salvatore Chindemi nella casa in cui nacque

Trascorsero dieci anni. Emanuele Francica venne esiliato per un certo tempo anche da Palermo, ma poté in seguito farvi ritorno. Tuttavia egli decise, per l'incombenza degli affari di famiglia, di rientrare a Siracusa, e qui trovò un'accoglienza molto diversa dalla precedente: egli adesso era stimato dai rivoluzionari, le sue gesta per la libertà erano divenute di dominio pubblico. Emanuele aveva inoltre segretamente saputo tessere con i liberali di altre città rapporti politici senza che i Borbone lo venissero a sapere. A Siracusa trovò molti giovani disposti a seguire la sua causa, e uno in particolare, Salvatore Chindemi, grazie alla sua posizione essenzialmente culturale che rivestiva, gli fu prezioso. Chindemi descrisse Emanuele come un personaggio di ferrei propositi, scaltro, animoso e intraprendente.
Ma Emanuele trovò oltre i rivoluzionari una città nel caos, oppressa e senza una guida; l'anarchia vi regnava. Con queste parole il siracusano descrive la situazione politica della città:

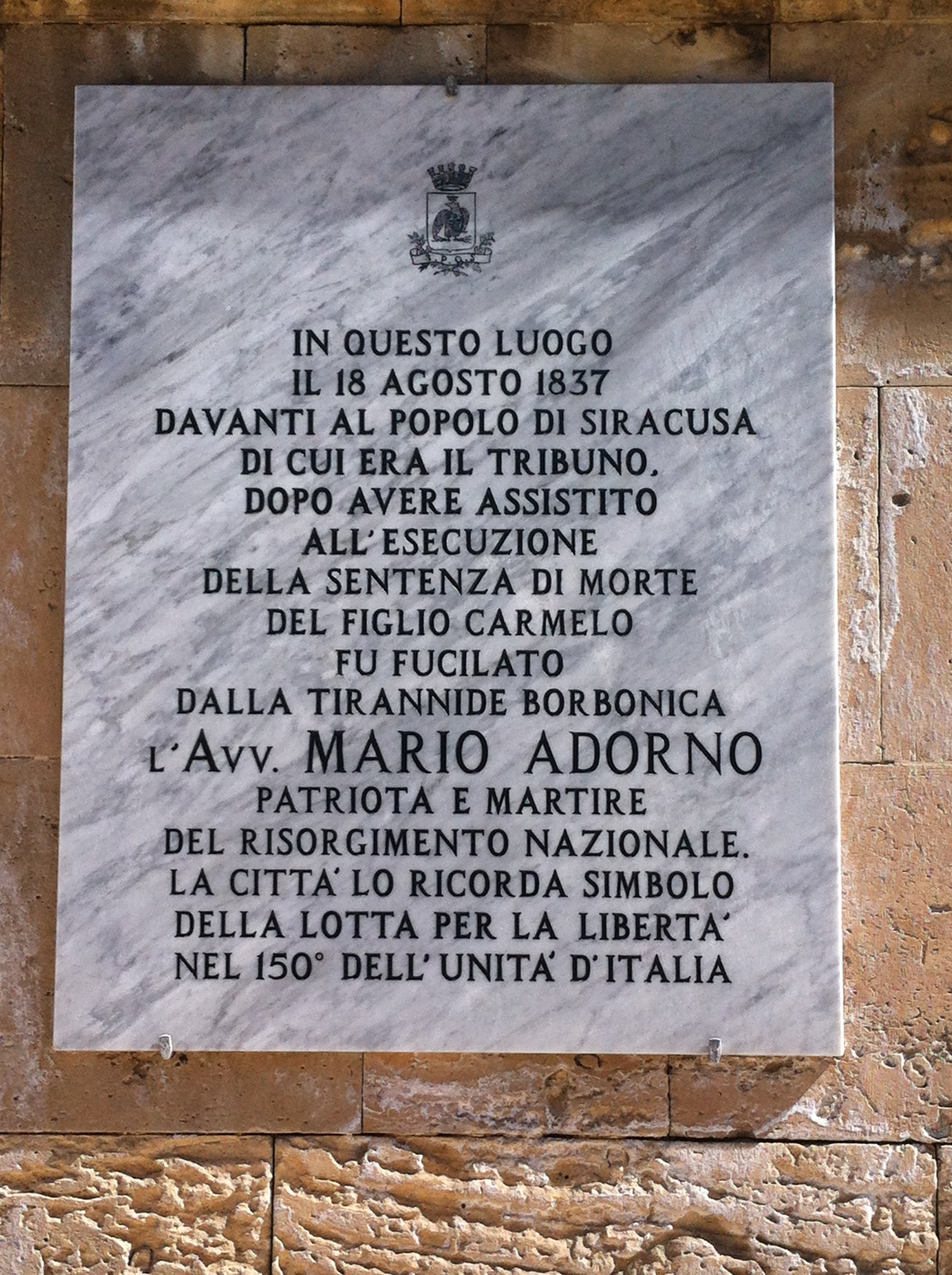
Targa in Siracusa che commemora Mario Adorno, l'acerrimo rivale di Pancali, divenuto in seguito compagno di lotta

I siracusani lo vollero patrizio del popolo e questi, nonostante avesse tentennato nell'accettare, poiché come tutti gli altri aveva paura di salire al governo di Siracusa in un momento simile, alla fine cedette per amor patrio. Come prima cosa cercò di placare l'anarchia, di rimettere ordine. Subito si interessò di creare un cordone marittimo per tenere lontano da Siracusa e dalla sua provincia il temutissimo colera che già era giunto a Palermo e aveva devastato il continente italiano. Ma Siracusa non era facile da proteggere; il suo litorale era il più vasto della Sicilia e non si riusciva a controllare ogni movimento. Si prepararono in via preventiva gli ospedali e i medici, facendo crescere il timore nella popolazione, inoltre giungevano da Palermo notizie di strage assoluta e di città distrutta dal terribile morbo, così che i siracusani avevano sempre più timore di ciò che li aspettava.
La polizia della città arrivò a uccidere chiunque desse l'impressione di avere i primi sintomi del colera. Quando giunse voce che la malattia aveva infestato anche Malta, i siracusani continuarono a tenere saldo il cordone protettivo, ma erano ormai scoraggiati dagli eventi. Nonostante ciò passò molto tempo prima che la malattia arrivasse a Siracusa, e fu proprio il sindaco Emanuele Francica ad assistere al primo caso di colera in città, quando un uomo gli morì tra le braccia. Nonostante volesse dare subito l'allarme, gli fu impedito di farlo per non provocare il panico tra la gente. Ma i casi aumentarono e la città seppe di essere stata anch'essa colpita dalla malattia. In quel terribile periodo Pancali si recò dai poveri, assistette gli infermi, pagò loro i medicinali così che il suo nome divenne tra l'afflitta popolazione sinonimo di benemerito e ottenne da questa il soprannome di «padre degli infelici».

### Il documento contro il re
I siracusani vennero isolati, si chiudevano loro le porte negli altri paesi della provincia e cominciava a vociferarsi in giro che il Capo Valle dovesse essere spostato a Noto; località non colpita dalla malattia. Quasi tutte le alte cariche della città fuggirono e consigliati dai netini, anch'essi fuggiti da Siracusa, finirono per rifugiarsi nel paese montano. Il patrizio Pancali rimase al suo posto e reclamva il decreto secondo il quale le cariche pubbliche che abbandonassero la città di competenza dovessero immediatamente essere destituite, ma non accadde nulla di tutto ciò. Nel frattempo tra il popolo si era diffuso l'odio e la disperazione che lo condusse a credere alle voci che affermavano che il colera non era una malattia scaturita naturalmente ma bensì indotta artificialmente tramite un veleno creato da chi voleva che la plebe morisse; la colpa ricadde su degli stranieri che risiedevano in città e sulle forze del governo borbonico. La folla, capeggiata dai rivoluzionati tra cui su tutti prevale il nome di Mario Adorno, imprigionò i presunti colpevoli, prendendo come prove delle boccette che si credeva contenessero il tanto citato veleno.

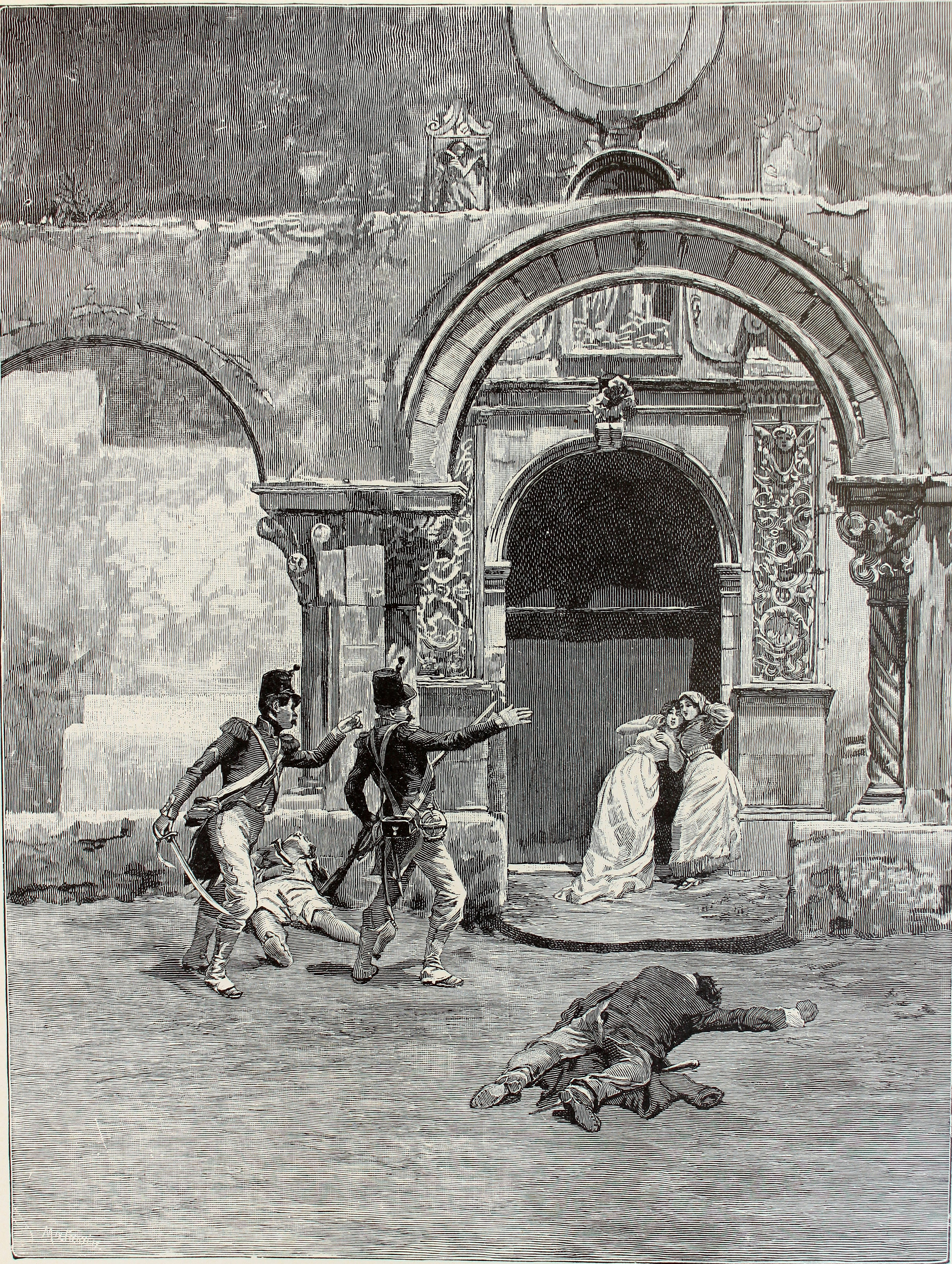
I soldati borbonici a Siracusa durante i giorni della rivolta del 1837

Lasciata sola dalle autorità, con il patrizio Emanuele Francica Pancali a guardare impotente, la folla fece strage dei presunti colpevoli e delle cariche pubbliche che tanto mal sopportavano. Mario Adorno redisse un documento dove accusava tutte le più alte cariche militari di avvelenamento del popolo e, secondo Pancali, lo costrinse a firmarlo. Da quel momento è come se la città avesse dichiarato guerra allo Stato sovrano dei Borbone, e Pancali è l'autorità più colpevole. Giunge in città il ministro marchese Francesco Saverio Del Carretto, come alter ego del re, con 2.000 soldati svizzeri che avevano il compito di sedare la città in rivolta. In pochi giorni egli cannoneggiò il territorio e sentenziò 127 condanne a morte, nelle quali figurano Mario Adorno e suo figlio; fucilati dalle truppe borboniche in Piazza del Duomo insieme agli altri ribelli siracusani. Ma non Pancali, egli venne mandato in esilio a Napoli.
Pare che la sua risposta alle accuse di Del Carretto sia stata quella di aver firmato perché costretto dal popolo, così come Ferdinando I nel 1820 era stato costretto dal popolo a dare una costituzione al Regno.
A seguito di questo documento firmato da Pancali, e a seguito della rivolta, la città di Siracusa perse il titolo di Capo Valle e di capoluogo: il marchese Del Carretto, facendo sempre le veci di re Ferdinando di Borbone, e dichiarandola Città scellerata, lo passò con decreto ufficiale a Noto privando per la prima volta Siracusa di un antichissimo e millenario ruolo. La città venne militarizzata con l'onere di sostenere i soldati borbonici e nulla fu fatto da parte del governo borbonico per far risollevare la popolazione siracusana dalla terribile epidemia di colera che l'aveva afflitta; si andò sempre più spopolandosi, divenendo l'ombra di se stessa. I siracusani non volevano più saperne dei Borbone e dieci anni dopo, nuovamente con la complicità del Pancali, la città si rivoltò ancora contro la monarchia napoletana.
In sostanza, i moti scoppiati nel 1837 quando Pancali era sindaco di Siracusa, rappresentarono la scintilla più importante per lo scoppio dei successivi moti del 1848.

### L'esilio
(Emanuele Francica Pancali.)

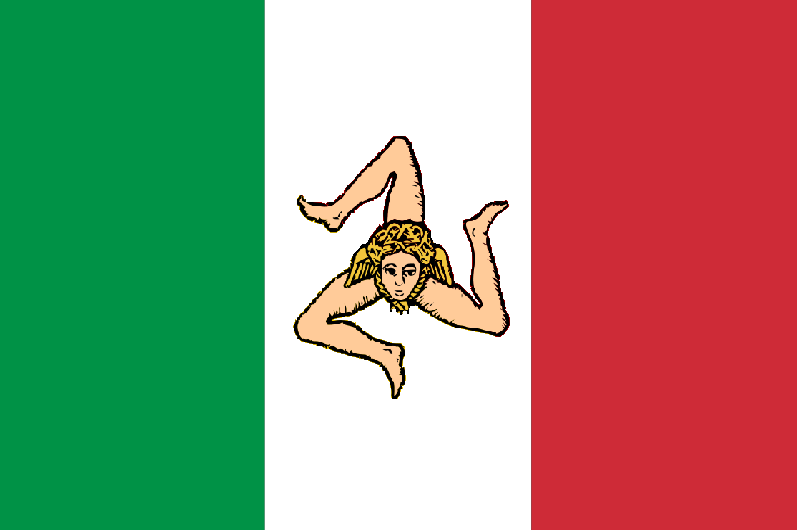
La bandiera del costituito Regno di Sicilia nel 1848 separatosi da Napoli

Nel 1837 Emanuele fu condotto forzatamente a Napoli con l'obbligo di restarvi per dieci anni. Ma vedendolo sempre più afflitto, il re napoletano gli concesse dopo due anni di rientrare in Sicilia: a Palermo, a Lentini ma non a Siracusa; mettere piede in quella città gli era proibito. Seguì le vicende da lontano e quando nel 1848, a seguito della rivoluzione siciliana, la monarchia borbonica venne dichiarata decaduta, gioì nel vedere che Siracusa era riuscita a riottenere il ruolo di Capo Valle e capoluogo a seguito del governo costituzionale di Ruggero Settimo. Egli poté rientrare in città il 20 febbraio del 1848 e fu accolto con entusiasmo dalla popolazione. Pancali fu uno dei deputati del nuovo governo generale. Ma già l'anno dopo i Borbone repressero il neo-Regno ristabilendo la loro sovranità; il titolo fu quindi nuovamente dato a Noto. Pancali nel 1858 fu ancora una volta il capo dei patrioti di Siracusa, fu eletto Presidente del Comitato Segreto di Agitazione.
Quando le sorti della prima guerra d'indipendenza decretarono una sconfitta per la nascita dell'Italia, egli disse: «Finché vivranno Garibaldi e Mazzini, io spero sempre».
Stavolta i Borbone misero la pena capitale sopra il suo capo. Emanuele si rifugiò a Malta, insieme a Salvatore Chindemi; anch'egli dichiarato colpevole e perseguitato. Qui visse di privazioni, poiché non aveva gestito a dovere il suo patrimonio finanziario, ma accolse nella sua casa maltese e sostenne ugualmente tanti esuli. Divenne membro del Comitato mazziniano degli esuli nell'isola di Malta.
Dopo l'avvento dell'Unità d'Italia, negli ultimi anni della sua vita, ormai grande d'età, si ritirò in vita privata andando ad abitare nella sua proprietà di campagna a Siracusa. Morì all'età di 86 anni.

### Piazza Pancali
Odiernamente il suo nome è ricordato nella città di Siracusa con l'intitolazione di una delle piazze più degne di nota: Piazza Pancali, nel cuore dell'isola di Ortigia (ai tempi del Pancali la sola parte abitata di Siracusa) accanto ai resti del Tempio di Apollo.